# تور يوهانسون
تور يوهانسون (بالسويدية: Tore Johansson)‏ هو موسيقي ومنتج أسطوانات وكاتب أغاني سويدي، ولد في 6 نوفمبر 1959.

## وصلات خارجية
- تور يوهانسون على موقع ميوزك برينز (الإنجليزية)
- تور يوهانسون على موقع أول ميوزيك (الإنجليزية)
- تور يوهانسون على موقع أول ميوزيك (الإنجليزية)
- تور يوهانسون على موقع ديسكوغز (الإنجليزية)